# Luciano Rossi (cantante)
Luciano Rossi (Roma, 5 settembre 1945 – Roma, 8 luglio 2023) è stato un cantautore italiano.

## Biografia
Nato a Roma ma di origini marchigiane, più precisamente di Baruccio, frazione di Sassoferrato. Finiti gli studi, entra nel mondo musicale come autore scrivendo canzoni per altri artisti, tra cui: La stagione di un fiore interpretata da Emiliana Perina e dai Gens al Festival di Sanremo 1970, Un rapido per Roma presentata da Rosanna Fratello a Canzonissima 1971, Ritornerà incisa da Little Tony nel 1972 e Parla chiaro Teresa, lanciata da Dino a Un disco per l'estate 1973.
Inizia la carriera di cantautore nei primi anni settanta: fa ascoltare il proprio repertorio agli addetti ai lavori e dopo aver ottenuto un contratto con la casa discografica Ariston, nel 1972 incide il suo primo long playing, Esaltarsi, che passa pressoché inosservato.
Arriva poi Ammazzate oh! con cui partecipa a Un disco per l'estate 1974: nonostante la canzone venga eliminata alla prima serata, ottiene un grande successo, anche perché Maurizio Costanzo la utilizza come sigla del suo varietà radiofonico Quarto programma.
Sulla scia del successo, nel 1975 pubblica il suo secondo 33 giri, Io, trainato da Bella, una canzone molto delicata che evidenzia le caratteristiche dello stile musicale del cantautore romano.
Nel 1976 esce l'album Aria pulita, contenente brani come Senza parole e, soprattutto, Se mi lasci non vale, che nell'interpretazione di Julio Iglesias vende otto milioni di copie diventando un successo internazionale.
Come ricorda lo stesso cantautore sul retro di copertina dell'album Da qui all'amore, è padre di Ilaria Rossi, nata il 10 ottobre 1976, ed è stato sposato con Clara Valecchi.
Altri suoi successi sono: Bambola (1977), La mano (1978), Pensandoci bene (1979) e Semo sempre de più (1982) quest'ultimo motivo è considerato l'inno dei separati, fenomeno sociale emergente di quegli anni.
Nella sua carriera Luciano Rossi ha inciso oltre dieci album, sostituendo di volta in volta la sua vena ironica a quella romantica, inoltre ha alternato il lavoro di cantautore a quello di autore, scrivendo per altri artisti, tra cui: Ornella Vanoni, i Vianella, Nicola Di Bari, Bobby Solo e Lando Fiorini.
Nel 1983 collabora con Gaio Chiocchio, realizzando la colonna sonora del film Questo e quello, diretto da Sergio Corbucci e interpretato da Nino Manfredi e Renato Pozzetto, in cui l'attore castrese interpreta con successo il brano Che bello sta co' te.
Negli anni novanta diventa produttore artistico di Rita Forte, per la quale scrive, tra le altre, Le donne sono un'altra cosa, che diventa la sigla finale del programma televisivo Tappeto volante condotto da Luciano Rispoli su Telemontecarlo.
Nel 2000 esce l'antologia Il meglio, prodotta e distribuita dall'etichetta D.V. More Record, contenente nuove versioni delle sue canzoni più note, oltre che alcuni inediti; in seguito ha fatto parte del cast della trasmissione Buona Domenica nelle edizioni 2002/03 e 2003/04.
Malato ormai da tempo, Luciano Rossi si spegne a Roma l'8 luglio 2023, nell'indifferenza di televisioni e testate giornalistiche. La notizia della sua morte viene diffusa solo il 7 settembre dello stesso anno, grazie all'interessamento della figlia Ilaria.

## Discografia parziale

### Album
- 1972 - Esaltarsi (Ariston, ARLP 12084)
- 1975 - Io (Ariston, ARLP 12128)
- 1976 - Aria pulita (Ariston, ARLP 12286)
- 1977 - Da qui all'amore (Ariston, ARLP 12308)
- 1978 - L'amore, la mano, la luna (Ariston, ARLP 12325)
- 1979 - Pensandoci bene (Ariston, ARLP 12351)
- 1981 - Luciano Rossi (Ariston, ARLP 12381)
- 1983 - I successi (Oxford, OX 3255)
- 1984 - Azzurre bugie (It, ZPGT 33448)
- 1986 - Ci vediamo domani (Carosello, CLN 25115 - Fonit Cetra, LPX 162)[3]
- 1988 - Le più belle canzoni (Phoenix, PLM 28501)
- 1991 - Un sogno da inventare (Venus, CD 509 001-2)
- 1998 - Eppure sembra ieri (NAR International, NAR 21032)
- 2000 - Il meglio (D.V. More Record, MRCD 4200)

### Singoli
- 1970 - Quella sera/Gatti neri, gatti bianchi (Ellebi, EB 15003)
- 1971 - C'era una volta un albero/Non dire altro (Zeus, BE 317)
- 1972 - Esaltarsi/Amore bello (Ariston, AR 0525)
- 1972 - Ritornerà/Senza di te (Ariston, AR 0535)
- 1974 - Ammazzate oh!/Un botto grande (Ariston, AR 0612)
- 1974 - L'amore a sedici anni/Amore mio, bene mio, tesoro mio, cocca mia (Ariston, AR 0648)
- 1975 - Bella/Invitamolo (Ariston, AR 00665)
- 1975 - Aho... sta bbona... 'ndo vai/Se per caso domani (Ariston, AR 00676)
- 1976 - Senza parole/Non te ne andare (Ariston, AR 00712)
- 1977 - Bambola/Poeta leggermente un po'... finito (Ariston, AR 00755)
- 1978 - La mano/Me metti un lento (Ariston, AR 00816)
- 1979 - Pensandoci bene/Chissà (Ariston, AR 00845)
- 1982 - Semo sempre de più/Barbara (Ariston, AR 00933)